# ویکتور چانوف
ویکتور چانوف (اوکراینی: Віктор Вікторович Чанов؛ ۲۱ ژوئیهٔ ۱۹۵۹ – ۸ فوریهٔ ۲۰۱۷) بازیکن و مربی فوتبال اهل شوروی بود.
از باشگاه‌هایی که در آن بازی کرده‌است می‌توان به باشگاه فوتبال بنی یهودا تل آویو، باشگاه فوتبال شاختار دونتسک، باشگاه فوتبال دینامو کی‌یف، باشگاه فوتبال مکابی حیفا، و باشگاه فوتبال آرسنال کی‌یف اشاره کرد.
وی همچنین در تیم ملی فوتبال شوروی بازی کرده‌است.